# Cazouls-lès-Béziers
Cazouls-lès-Béziers este o comună în departamentul Hérault din sudul Franței. În 2009 avea o populație de 4.313 de locuitori.

## Evoluția populației
| An        | 1975  | 1982  | 1990  | 1999  | 2006  | 2009  |
| --------- | ----- | ----- | ----- | ----- | ----- | ----- |
| Populație | 3.050 | 3.071 | 3.251 | 3.321 | 3.920 | 4.313 |